# مونتاینیر (آریزونا)
مونتاینیر (به انگلیسی: Mountainaire) یک منطقهٔ مسکونی در ایالات متحده آمریکا است که در شهرستان کاکانینو، آریزونا واقع شده‌است. مونتاینیر ۲۶٫۴۱ کیلومتر مربع مساحت و ۱۳٬۶۹۴ نفر جمعیت دارد و ۲٬۰۷۳ متر بالاتر از سطح دریا واقع شده‌است.